# Interferencia

Sucesión (de arriba hacia abajo) de una interferencia constructiva. El punto representa el antinodo y las flechas representan la dirección de las ondas.

En física, la interferencia es un fenómeno en el que dos o más ondas se superponen para formar una onda resultante de mayor, menor o igual amplitud. El efecto de interferencia puede ser observado en todos los tipos de onda, como ondas de luz, radio, sonido, entre otros. 
La ecuación de la onda resultante es la suma algebraica de las funciones de las ondas que se están superponiendo.

## Superposición de ondas de la misma frecuencia
En la superposición de ondas con la misma frecuencia el resultado depende de la cantidad y de la diferencia de fase {\displaystyle \delta }. Si sumamos dos ondas {\displaystyle y_{1}=A\sin {(\omega t-kx)}} y {\displaystyle y_{2}=A\sin {(\omega t-kx+\delta )}}, la onda resultante tendrá la misma frecuencia, y en el caso de que {\displaystyle \delta } sea 0, 2{\displaystyle \pi }, etc., la amplitud será {\displaystyle 2A}. Este tipo de interferencias da lugar a patrones de interferencia, ya que dependiendo de la fase, la interferencia será destructiva (las ondas se encuentran desfasadas 180 grados o {\displaystyle \pi } radianes) o constructiva (desfase de 0 grados/radianes).
La superposición de ondas de frecuencias {\displaystyle f_{1}} y {\displaystyle f_{2}} muy cercanas entre sí produce un fenómeno particular denominado pulsación o batido.
En esos casos el sistema auditivo humano no es capaz de percibir separadamente las dos frecuencias presentes, sino que percibe una frecuencia única promedio {\displaystyle {\frac {f_{1}+f_{2}}{2}}}, pero que cambia en amplitud a una frecuencia de {\displaystyle {\frac {|f_{1}-f_{2}|}{2}}}.
Es decir, si superponemos dos ondas senoidales de 300 Hz y 304 Hz, nuestro sistema auditivo percibirá un único sonido cuya altura corresponde a una onda de 302 Hz y cuya amplitud varía con una frecuencia de 2 Hz (es decir, dos veces por segundo).

## Pulsaciones o batidos
Si se da el caso de que la frecuencia de ambas ondas no es igual {\displaystyle (f_{1},f_{2})}, pero si son valores muy cercanos entre sí, la onda resultante es una onda modulada en amplitud por la llamada «frecuencia de batido» cuyo valor corresponde a: {\displaystyle f_{\text{batido}}=\Delta f=|f_{1}-f_{2}|}, la frecuencia de esta onda modulada corresponde a la media de las frecuencias que interfieren.

## Mecanismos

Interferencia de ondas que viajan a la derecha (verde) y a la izquierda (azul) en un espacio bidimensional, dando lugar a una onda final (roja)

Interferencia de ondas de dos fuentes puntuales

El principio de superposición de ondas establece que cuando dos o más ondas de propagación del mismo tipo inciden en el mismo punto, la amplitud resultante en ese punto es igual al suma vectorial de las amplitudes de las ondas individuales. Si una cresta de una onda se encuentra con una cresta de otra onda de la misma frecuencia en el mismo punto, entonces la amplitud es la suma de las amplitudes individuales, esto es, interferencia constructiva. Si la cresta de una onda se encuentra con la depresión de otra onda, la amplitud es igual a la diferencia de las amplitudes individuales, lo que se conoce como interferencia destructiva.
La interferencia constructiva se produce cuando la diferencia de fase entre las ondas es un múltiplo par de  π (180°), mientras que la interferencia destructiva se produce cuando la diferencia es un múltiplo impar de π (180°). Si la diferencia entre las fases es intermedia entre estos dos extremos, entonces la magnitud del desplazamiento de las ondas sumadas se encuentra entre los valores mínimo y máximo.
Consideremos, por ejemplo, lo que ocurre cuando se dejan caer dos piedras idénticas en un estanque de agua sin movimiento en lugares diferentes. Cada piedra genera una onda circular que se propaga hacia el exterior desde el punto en el que se dejó caer la piedra. Cuando las dos ondas se superponen, el desplazamiento neto en un punto determinado es la suma de los desplazamientos de las ondas individuales. En algunos puntos, éstas estarán en fase y producirán un desplazamiento máximo. En otros lugares, las ondas estarán en antifase y no habrá desplazamiento neto en esos puntos. Por lo tanto, algunas partes de la superficie estarán inmóviles, lo que se ve en la figura de arriba y a la derecha como líneas estacionarias de color azul y verde que irradian desde el centro.
La interferencia de la luz es un fenómeno común que puede explicarse clásicamente por la superposición de ondas, sin embargo, una comprensión más profunda de la interferencia de la luz requiere el conocimiento de la dualidad onda-partícula de la luz que se debe a la mecánica cuántica.  Los principales ejemplos de interferencia de la luz son el famoso experimento de la doble rendija, el moteado del láser, los revestimientos antirreflectantes y los interferómetros.    Tradicionalmente se enseña el modelo de onda clásico como base para entender la interferencia óptica, basado en el principio de Huygens-Fresnel.

## Interferencia óptica

Creación de franjas de interferencia por un plano óptico sobre una superficie reflectante. Los rayos de luz procedentes de una fuente monocromática atraviesan el cristal y se reflejan tanto en la superficie inferior del plano como en la superficie de apoyo. El pequeño espacio entre las superficies significa que los dos rayos reflejados tienen diferentes longitudes de trayectoria. Además, el rayo reflejado en la placa inferior sufre una inversión de fase de 180°. Como resultado, en los lugares (a) donde la diferencia de trayectoria es un múltiplo impar de λ/2, las ondas se refuerzan. En los lugares (b) donde la diferencia de trayectoria es un múltiplo par de λ/2, las ondas se cancelan. Dado que el espacio entre las superficies varía ligeramente en anchura en diferentes puntos, se observa una serie de bandas brillantes y oscuras alternas, franjas de interferencia.

Dado que la frecuencia de las ondas de luz (~1014 Hz) es demasiado alta para ser detectada por los detectores disponibles actualmente, sólo es posible observar la intensidad de un patrón de interferencia óptica. La intensidad de la luz en un punto determinado es proporcional al cuadrado de la amplitud media de la onda.  Esto puede expresarse matemáticamente como sigue. El desplazamiento de las dos ondas en un punto r es:
{\displaystyle U_{1}(\mathbf {r} ,t)=A_{1}(\mathbf {r} )e^{i[\varphi _{1}(\mathbf {r} )-\omega t]}}
{\displaystyle U_{2}(\mathbf {r} ,t)=A_{2}(\mathbf {r} )e^{i[\varphi _{2}(\mathbf {r} )-\omega t]}}
donde A representa la magnitud del desplazamiento, φ representa la fase y ω representa la frecuencia angular.
El desplazamiento de las ondas sumadas es
{\displaystyle U(\mathbf {r} ,t)=A_{1}(\mathbf {r} )e^{i[\varphi _{1}(\mathbf {r} )-\omega t]}+A_{2}(\mathbf {r} )e^{i[\varphi _{2}(\mathbf {r} )-\omega t]}.}
La intensidad de la luz en r viene dada por
{\displaystyle I(\mathbf {r} )=\int U(\mathbf {r} ,t)U^{*}(\mathbf {r} ,t)\,dt\propto A_{1}^{2}(\mathbf {r} )+A_{2}^{2}(\mathbf {r} )+2A_{1}(\mathbf {r} )A_{2}(\mathbf {r} )\cos[\varphi _{1}(\mathbf {r} )-\varphi _{2}(\mathbf {r} )].}
Esto se puede expresar en términos de las intensidades de las ondas individuales como
{\displaystyle I(\mathbf {r} )=I_{1}(\mathbf {r} )+I_{2}(\mathbf {r} )+2{\sqrt {I_{1}(\mathbf {r} )I_{2}(\mathbf {r} )}}\cos[\varphi _{1}(\mathbf {r} )-\varphi _{2}(\mathbf {r} )].}
Así, el patrón de interferencia mapea la diferencia de fase entre las dos ondas, con máximos que se producen cuando la diferencia de fase es un múltiplo de 2{pi}}. Si los dos haces son de igual intensidad, los máximos son cuatro veces más brillantes que los haces individuales, y los mínimos tienen intensidad cero.
Las dos ondas deben tener la misma polarización para dar lugar a franjas de interferencia, ya que no es posible que las ondas de distinta polarización se anulen entre sí o se sumen. En cambio, cuando se suman ondas de diferente polarización, dan lugar a una onda de diferente estado de polarización.

### Requisitos de la fuente de luz
La exposición anterior supone que las ondas que interfieren entre sí son monocromáticas, es decir, tienen una única frecuencia, lo que requiere que sean infinitas en el tiempo.  Sin embargo, esto no es ni práctico ni necesario. Dos ondas idénticas de duración finita cuya frecuencia es fija en ese período darán lugar a un patrón de interferencia mientras se superponen.  Dos ondas idénticas que consisten en un estrecho espectro de ondas de frecuencia de duración finita (pero más corta que su tiempo de coherencia), darán lugar a una serie de patrones de franjas de espaciamientos ligeramente diferentes, y siempre que la dispersión de los espaciamientos sea significativamente menor que el espaciamiento medio de las franjas, se observará de nuevo un patrón de franjas durante el tiempo en que las dos ondas se superponen.
Las fuentes de luz convencionales emiten ondas de diferentes frecuencias y en diferentes momentos desde diferentes puntos de la fuente. Si la luz se divide en dos ondas y se vuelve a combinar, cada onda luminosa individual puede generar un patrón de interferencia con su otra mitad, pero los patrones de franjas individuales generados tendrán fases y espaciamientos diferentes, y normalmente no se observará ningún patrón de franjas global.  Sin embargo, las fuentes de luz de un solo elemento, como la sodio o la lámpara de vapor de mercurio tienen líneas de emisión con espectros de frecuencia bastante estrechos.  Cuando éstas se filtran espacialmente y por colores, y luego se dividen en dos ondas, pueden superponerse para generar franjas de interferencia. Toda la interferometría anterior a la invención del láser se realizaba utilizando este tipo de fuentes y tenía una amplia gama de aplicaciones exitosas.
Un rayo láser generalmente se aproxima mucho más a una fuente monocromática, y por lo tanto es mucho más sencillo generar franjas de interferencia utilizando un láser. La facilidad con la que se pueden observar las franjas de interferencia con un rayo láser a veces puede causar problemas, ya que las reflexiones parásitas pueden dar lugar a franjas de interferencia espurias que pueden producir errores.
Normalmente en la interferometría se utiliza un único rayo láser, aunque se han observado interferencias utilizando dos láseres independientes cuyas frecuencias estaban lo suficientemente ajustadas para satisfacer los requisitos de fase.
Esto también se ha observado para la interferencia de campo amplio entre dos fuentes láser incoherentes.

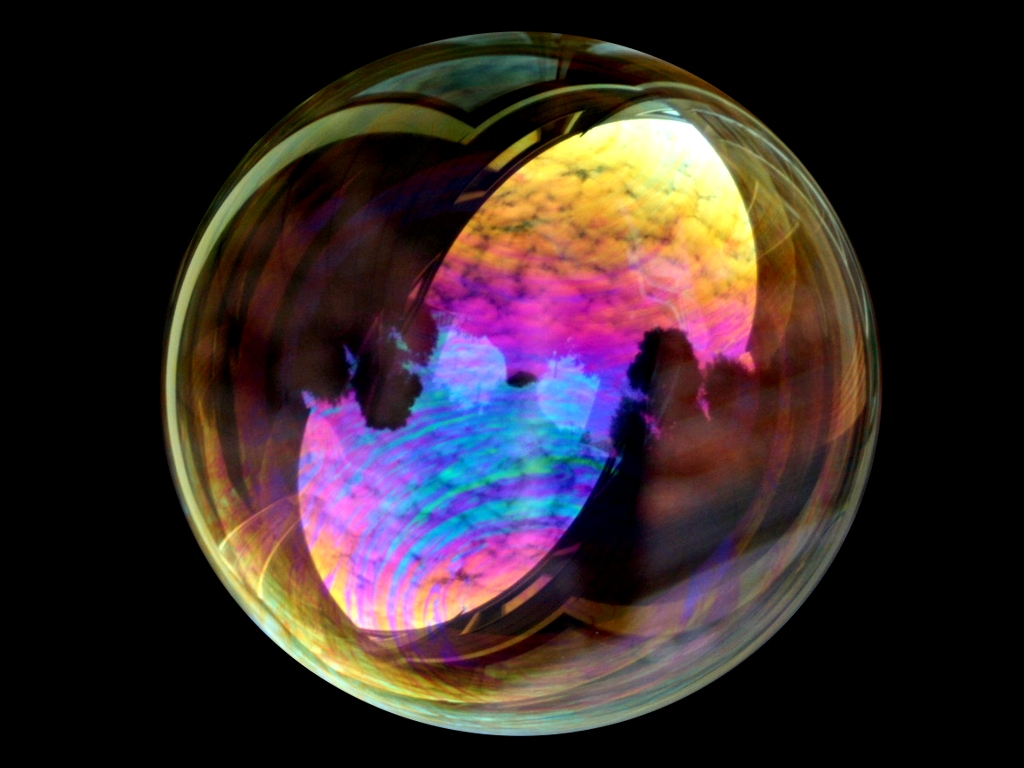
Interferencia de luz blanca en una burbuja de jabón. La iridiscencia se debe a la interferencia de una película delgada.

También es posible observar franjas de interferencia utilizando luz blanca.  Se puede considerar que un patrón de franjas de luz blanca está formado por un «espectro» de patrones de franjas, cada uno de ellos con un espaciado ligeramente diferente. Si todos los patrones de franjas están en fase en el centro, entonces las franjas aumentarán de tamaño a medida que la longitud de onda disminuya y la intensidad sumada mostrará de tres a cuatro franjas de distinto color.  Young describe esto de forma muy elegante en su experimento sobre la interferencia de dos rendijas. Dado que las franjas de luz blanca se obtienen sólo cuando las dos ondas han recorrido distancias iguales desde la fuente de luz, pueden ser muy útiles en interferometría, ya que permiten identificar la franja de diferencia de trayectoria cero.

### Arreglos ópticos
Para generar franjas de interferencia, la luz de la fuente tiene que dividirse en dos ondas que luego tienen que volver a combinarse. Tradicionalmente los interferómetros se han clasificado como sistemas de división de amplitud o de división de frente de onda.
En un sistema de división de amplitud se utiliza un divisor de haz para dividir la luz en dos haces que viajan en diferentes direcciones, que luego se superponen para producir el patrón de interferencia. El interferómetro de Michelson y el interferómetro de Mach-Zehnder son ejemplos de sistemas de división de amplitud.
En los sistemas de división del frente de onda, la onda se divide en el espacio; ejemplos de ello son el experimento de Young y el espejo de Lloyd.
La interferencia también puede verse en fenómenos cotidianos como la iridiscencia y la coloración estructural.  Por ejemplo, los colores que se ven en una burbuja de jabón surgen de la interferencia de la luz que se refleja en las superficies delantera y trasera de la fina película de jabón.  Dependiendo del grosor de la película, los diferentes colores interfieren de forma constructiva y destructiva.

## Aplicaciones

### Batido
En acústica, un batido es un patrón de interferencia entre dos sonidos de frecuencias ligeramente diferentes, percibido como una variación periódica de volumen cuyo ritmo es la diferencia de las dos frecuencias.
Con los instrumentos de sintonía que pueden producir tonos sostenidos, los latidos pueden reconocerse fácilmente. La afinación de dos tonos al unísono presentará un efecto peculiar: cuando los dos tonos están cerca en tono pero no son idénticos, la diferencia de frecuencia genera el latido. El volumen varía como en un trémolo ya que los sonidos interfieren alternativamente de forma constructiva y destructiva. A medida que los dos tonos se acercan gradualmente al unísono, el latido se ralentiza y puede llegar a ser tan lento como para ser imperceptible. A medida que los dos tonos se alejan, su frecuencia de batido comienza a acercarse al rango de percepción del tono humano, el latido empieza a sonar como una nota y se produce un tono combinado. Este tono de combinación también puede denominarse fundamental perdida, ya que la frecuencia de batido de dos tonos cualesquiera es equivalente a la frecuencia de su frecuencia fundamental implícita.

### Interferometría óptica
La interferometría ha desempeñado un papel importante en el avance de la física, y también tiene una amplia gama de aplicaciones en la medición física y de ingeniería.
El interferómetro de doble rendija de Thomas Young en 1803 demostró la existencia de franjas de interferencia cuando dos pequeños agujeros eran iluminados por la luz de otro pequeño agujero que era iluminado por la luz del sol.  Young pudo estimar la longitud de onda de los diferentes colores del espectro a partir del espaciado de las franjas.  El experimento desempeñó un papel importante en la aceptación general de la teoría ondulatoria de la luz.
En mecánica cuántica, se considera que este experimento demuestra la inseparabilidad de las naturalezas ondulatoria y particulada de la luz y otras partículas cuánticas (dualidad onda-partícula). A Richard Feynman le gustaba decir que toda la mecánica cuántica se puede extraer de pensar cuidadosamente en las implicaciones de este único experimento.
Los resultados del experimento de Michelson-Morley se consideran generalmente como la primera prueba sólida contra la teoría de un éter luminífero y a favor de la relatividad especial.
La interferometría se ha utilizado para definir y calibrar estándares de longitud.  Cuando se definió el metro como la distancia entre dos marcas en una barra de platino-iridio, Michelson y Benoît utilizaron la interferometría para medir la longitud de onda de la línea roja de cadmio en el nuevo patrón, y también demostraron que podía utilizarse como patrón de longitud. Sesenta años más tarde, en 1960, el metro en el nuevo sistema SI se definió como igual a 1.650.763,73 longitudes de onda de la línea de emisión naranja-roja del espectro electromagnético del átomo de criptón-86 en el vacío. Esta definición fue sustituida en 1983 por la definición del metro como la distancia recorrida por la luz en el vacío durante un intervalo de tiempo determinado. La interferometría sigue siendo fundamental para establecer la cadena de calibración en la medición de la longitud.
La interferometría se utiliza en la calibración de calibres de deslizamiento (llamados bloques de calibre en los Estados Unidos) y en máquinas de medición de coordenadas. También se utiliza en la comprobación de componentes ópticos.

### Interferometría de radio

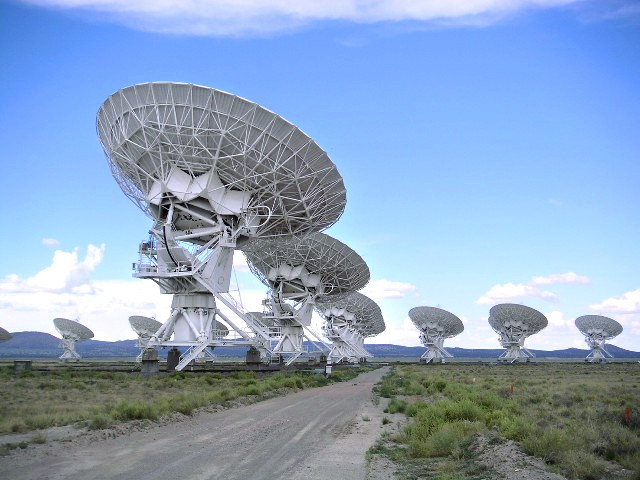
El Very Large Array, un conjunto interferométrico formado por muchos telescopios más pequeños, como muchos radiotelescopios más grandes.

En 1946 se desarrolló una técnica llamada interferometría astronómica. Los radiointerferómetros astronómicos suelen consistir en conjuntos de antenas parabólicas o conjuntos bidimensionales de antenas omnidireccionales. Todos los telescopios del conjunto están muy separados y suelen estar conectados entre sí mediante cable coaxial, guía de ondas, fibra óptica u otro tipo de línea de transmisión. La interferometría aumenta la señal total recogida, pero su objetivo principal es aumentar enormemente la resolución mediante un proceso llamado síntesis de apertura. Esta técnica funciona superponiendo (interfiriendo) las ondas de señal de los diferentes telescopios según el principio de que las ondas que coinciden con la misma fase se sumarán entre sí, mientras que dos ondas que tienen fases opuestas se anularán. Así se crea un telescopio combinado que equivale en resolución (aunque no en sensibilidad) a una sola antena cuyo diámetro es igual a la separación de las antenas más alejadas del conjunto.

### Interferometría acústica
Un interferómetro acústico es un instrumento para medir las características físicas de las ondas sonoras en un gas o un líquido, como la velocidad, la longitud de onda, la absorción o la impedancia. Un cristal que vibra crea ondas ultrasónicas que se irradian al medio. Las ondas chocan con un reflector situado en paralelo al cristal, se reflejan en la fuente y se miden.